# Edward Mann Lewis

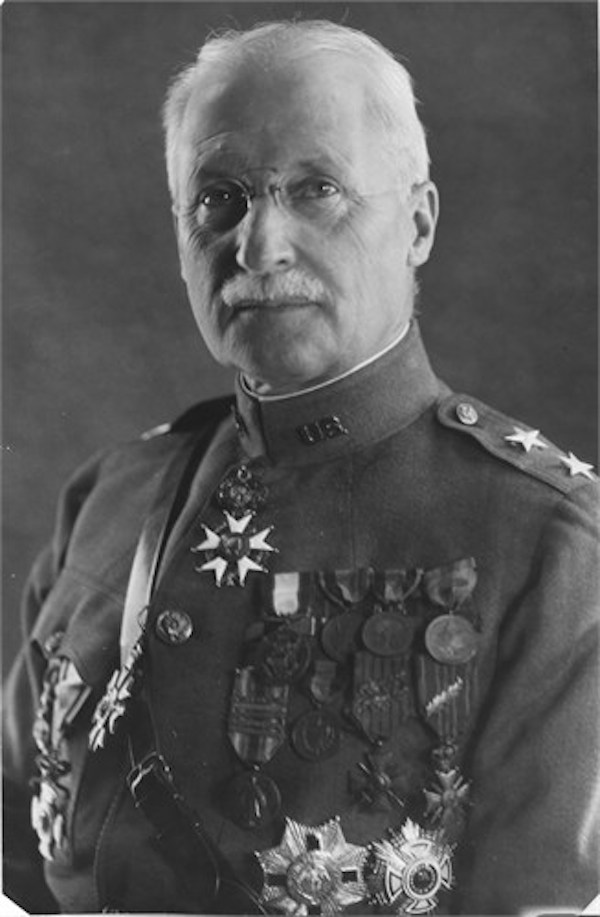
Edward M. Lewis

Edward Mann Lewis (* 10. Dezember 1863 in New Albany, Floyd County, Indiana; † 27. Juli 1949 in Oakland, Alameda County, Kalifornien) war ein Generalmajor der United States Army.
Edward Lewis war der Sohn von William Henry Lewis (1836–1906) und dessen Frau Julia Frances Sniveley (1840–1887). In den Jahren 1881 bis 1886 durchlief er unter anderem zusammen mit John J. Pershing die United States Military Academy in West Point. Nach seiner Graduation wurde er als Leutnant der Infanterie zugeteilt. In der Armee durchlief er anschließend alle Offiziersränge bis zum Zwei-Sterne-General. Im Lauf seiner militärischen Karriere absolvierte Lewis verschiedene Kurse und Schulungen. Dazu gehörten unter anderem der Field Officers Course (1913).
In seinen jüngeren Jahren absolvierte er den für Offiziere in den niederen Rangstufen üblichen Dienst in verschiedenen Einheiten und Standorten. Im weiteren Verlauf seiner Laufbahn kommandierte er Einheiten auf fast allen militärischen Ebenen. Zwischenzeitlich wurde er auch als Stabsoffizier eingesetzt. Er begann seine Laufbahn im 11. Infanterieregiment im damaligen Dakota-Territorium, das bis 1889 bestand. Das Gebiet war damals noch Grenzgebiet zu von Indianern besiedelten Gebieten. Anschließend wurde er nach Liberty Island in New York City versetzt. Es folgten weitere Versetzungen unter anderem nach Fort Huachuca im späteren Bundesstaat Arizona. Im Jahr 1894 war er auch an der Niederschlagung des Pullman-Streiks in Chicago beteiligt.
Während des Spanisch-Amerikanischen Kriegs war Lewis vor allem auf Kuba eingesetzt, wo er an mehreren Gefechten beteiligt war. Danach nahm er in den Jahren 1899 bis 1901 und nochmals von 1904 bis 1905 auch am Philippinisch-Amerikanischen Krieg teil. Auch hier war er auf den Philippinen in einige Gefechte verwickelt. Anfang 1906 wurde Lewis nach San Francisco in Kalifornien versetzt. Dort wurde er Augenzeuge des Erdbebens von San Francisco 1906. In der Folge wurde er mit seiner Einheit, dem 20. Infanterieregiment, zur Aufrechterhaltung der Ordnung in der Stadt eingesetzt.
Von 1908 bis 1912 war Edward Lewis Dozent für Militärwissenschaft und Taktik an der University of California, Berkeley. Im Jahr 1912 wurde er zum Major befördert. Im Jahr 1914 nahm er an der Besetzung von Veracruz teil. Nach dem amerikanischen Eintritt in den Ersten Weltkrieg wurde Lewis zum Brigadegeneral befördert. Er kommandierte eine Infanteriebrigade und danach die 38. Infanteriedivision. Beide wurden in Camp Shelby im Bundesstaat Mississippi ausgebildet. Später wurde Lewis nach Frankreich versetzt, wo er für einige Zeit den Militärstützpunkt Paris kommandierte. Im Mai 1918 erhielt er das Kommando über die 3. Brigade der 2. Infanteriedivision. Wenige Monate später wurde er zum Kommandeur der 30. Infanteriedivision bestimmt, die unter britischem Oberkommando stand. Er war an mehreren Kampfhandlungen beteiligt und wurde ausdrücklich von den Briten und seinem alten Freund aus West Point Tagen General Pershing für seinen Einsatz gewürdigt. Im Jahr 1919 kommandierte Lewis für einige Monate die 5. und dann die 3. Infanteriedivision. Danach erhielt er das Kommando über den Douglas Arizona District. Von März 1922 bis Mai 1923 hatte Lewis das Kommando über die 2. Infanteriedivision. Dabei folgte er auf John L. Hines. Nachdem er sein Kommando an Dennis E. Nolan übergeben hatte, übernahm er den Oberbefehl über das VIII. Korps, den er von Dezember 1922 bis Januar 1924 innehatte. Danach kommandierte er bis 1925 die Hawaiian Division und danach von Januar 1925 bis August 1927 das Hawaiian Department, eine frühe Vorläuferorganisation der späteren United States Army Pacific. In dieser Funktion löste er Charles T. Menoher ab. Seine Hauptaufgabe war es die Befestigungsanlagen Hawaiis gegen mögliche feindliche Angriffe auszubauen. Nachdem er sein Amt an William Ruthven Smith übergeben hatte, ging Lewis in den Ruhestand.
Edward Lewis verbrachte seinen Lebensabend in Berkeley in Kalifornien. Er starb am 27. Juli 1949 nach langer Krankheit und wurde auf dem San Francisco National Cemetery beigesetzt. Sein Sohn Henry Balding Lewis (1889–1966) brachte es in der US-Army ebenfalls zum Generalmajor.

## Orden und Auszeichnungen
Lewis erhielt im Lauf seiner militärischen Laufbahn unter anderem folgende Auszeichnungen:
- Army Distinguished Service Medal
- Spanish Campaign Medal
- Mexican Service Medal
- Army of Cuban Occupation Medal
- Philippine Campaign Medal
- World War I Victory Medal
- Order of St Michael and St George (Großbritannien)
- Orden der Ehrenlegion
- Leopoldsorden (Belgien)
- Orden Leopolds II. (Belgien)
- Orden Danilos I. für die Unabhängigkeit (Montenegro)
- Croix de Guerre (Frankreich)
- Croix de Guerre (Belgien)